# Ellison Onizuka
Ellison Shoji Onizuka (24. června 1946 Kealakekua – 28. ledna 1986 nad Floridou), byl americký důstojník, letec a astronaut. Při svém druhém startu do vesmíru tragicky na palubě raketoplánu Challenger zahynul.

## Životopis
V prosinci 1969 ukončil se zdarem studium na univerzitě v Coloradu a získal titul mistra letectví. Pak nastoupil na leteckou základnu a kosmodrom Edwards v (Kalifornii - Mohavská poušť), kde absolvoval Školu zkušebních pilotů (ukončil ji roku 1975) a pak zde zůstal jako velitel oddělení technického zabezpečení výcviku. V roce 1978 byl vybrán mezi kandidáty astronauty jako potenciální astronaut – specialista. V té době byl ženatý a otec tří dětí.

## Lety do vesmíru
Poprvé letěl v září 1985, kdy mu bylo 39 let, v raketoplánu Discovery. Jednalo se o krátkou vojenskou misi STS-51-C, posádka byla složena z pěti důstojníků a na oběžné dráze vypustila špionážní družici. Onizuka měl funkci letového specialisty. Start i přistání byly na Mysu Canaveral - Kennedyho vesmírné středisko na Floridě. V COSPAR byla katalogizována jako 1985-010A.
Druhý let v raketoplánu Challenger absolvoval již rok po letu předchozím. I zde byl letovým specialistou. Let skončil tragicky 73 sekund po startu z Floridy, celá posádka zahynula a je pohřbena na Arlingtonském národním hřbitově.
Lety v kostce:
- STS-51-C Discovery - start 24. leden 1985, přistání 27. leden 1985
- STS-51-L Challenger - start 28. leden 1986